# Kollafjörður (Breiðafjörður)
Dieser Kollafjörður ist ein Fjord in den Westfjorden von Island.
Er liegt westlich des Gufufjörðurs und östlich des Kvígindisfjörður am Nordufer des Breiðafjörðurs.
Dieser Fjord ist kaum 3 km breit und reicht etwa 14 km weit in das Land.
Am Westufer verläuft der Vestfjarðavegur .
Innen im Kollafjörður zweigt die Piste  über die Kollafjarðarheiði bis in den Fjord Ísafjörður nach Norden ab.
Sie folgt zunächst dem Tal der Fjarðarhólmsá.
In Island gibt es noch zwei weitere Fjorde mit diesem Namen.